# Sophia Schneider
Sophia Schneider (Traunstein, 12 september 1997) is een Duitse biatlete.

## Carrière
Schneider maakte haar wereldbekerdebuut in november 2020 in Kontiolahti. Op 30 november 2022 scoorde de Duitse in Kontiolahti haar eerste wereldbekerpunten. De volgende dag haalde ze haar eerste podium met het Duitse team, door samen met Anna Weidel, Vanessa Voigt en Denise Hermann tweede te worden op de  4×6 km estafette. Op 3 december 2022  behaalde ze aldaar haar eerste top 10 klassering in een individuele wereldbekerwedstrijd met een 8e plek in de 7,5 km sprint. Tijdens de wereldkampioenschappen biatlon 2023 in Oberhof eindigde Schneider als vijfde op de 10 kilometer achtervolging, als zevende op de 7,5 kilometer sprint, als dertiende op de 15 kilometer individueel en als 27e op de 12,5 kilometer massastart. Samen met Vanessa Voigt, Hanna Kebinger en Denise Herrmann-Wick veroverde ze de zilveren medaille op de estafette, op de single-mixed-relay eindigde ze samen met Philipp Nawrath op de zesde plaats.

## Resultaten

### Wereldkampioenschappen
| Jaar | Plaats  | Onderdeel   | Onderdeel | Onderdeel     | Onderdeel  | Onderdeel | Onderdeel          | Onderdeel           | Onderdeel |
| Jaar | Plaats  | Individueel | Sprint    | Achtervolging | Massastart | Estafette | Gemengde estafette | Single- Mixed-Relay |           |
| ---- | ------- | ----------- | --------- | ------------- | ---------- | --------- | ------------------ | ------------------- | --------- |
| 2023 | Oberhof | 13e         | 7e        | 5e            | 27e        | Zilver    | –                  | 6e                  |           |

### Wereldbeker
Eindklasseringen
| Seizoen   | Algemeen | Individueel | Sprint | Achtervolging | Massastart |
| --------- | -------- | ----------- | ------ | ------------- | ---------- |
| 2020/2021 | –        | –           | –      | –             | –          |
| 2021/2022 | –        | –           | –      | –             | –          |
| 2022/2023 | 31e      | 23e         | 29e    | 26e           | 43e        |